# Anderson (Kalifornien)
|  | Dieser Artikel wurde aufgrund von inhaltlichen Mängeln auf der Qualitätssicherungsseite des Projektes USA eingetragen. Hilf mit, die Qualität dieses Artikels auf ein akzeptables Niveau zu bringen, und beteilige dich an der Diskussion! Eine nähere Beschreibung der zu behebenden Mängel fehlt. |

Anderson ist eine Stadt im Shasta County des US-Bundesstaates Kalifornien. Das U.S. Census Bureau hat bei der Volkszählung 2020 eine Einwohnerzahl von 11.323 ermittelt.

## Geographie
Die Stadt befindet sich bei den geographischen Koordinaten 40,45° Nord, 122,29° West. Das Stadtgebiet hat eine Größe von 17,0 Quadratkilometer.
Der Sacramento River bildet die nördliche Grenze von Anderson. Hier befindet sich auch der Anderson River Park. Der Fluss gilt hier als gut zum Angeln und Wassersport geeignet.
Durch Anderson führt die Interstate 5. An der I-5 beginnt in dem Ort die California State Route 273 in das etwas nördlich gelegene Redding. Die State Route 273 war ursprünglich ein Teilabschnitt der historischen Route 99.

## Demographie
Laut der Volkszählung 2010 verteilten sich die 9.932 Einwohner auf 3.944 Haushalte. Die Bevölkerungsdichte lag bei 601,9 Einw./km². 83,3 % bezeichneten sich als Weiße, 0,7 % als Afroamerikaner, 4,3 % als Indianer, 2,6 % als Asian Americans, 3,6 % gaben die Angehörigkeit zu einer anderen Ethnie und 5,4 % zu mehreren Ethnien an. 10,8 % der Bevölkerung bestand aus Hispanics oder Latinos.
Im Jahr 2010 lebten in 36,8 % aller Haushalte Kinder unter 18 Jahren sowie 25,7 % aller Haushalte Personen mit mindestens 65 Jahren. 64,1 % der Haushalte waren Familienhaushalte (bestehend aus verheirateten Paaren mit oder ohne Nachkommen bzw. einem Elternteil mit Nachkomme). Die durchschnittliche Größe eines Haushalts lag bei 2,52 Personen und die durchschnittliche Familiengröße bei 3,07 Personen.
30,2 % der Bevölkerung waren jünger als 20 Jahre, 26,7 % waren 20 bis 39 Jahre alt, 25,3 % waren 40 bis 59 Jahre alt und 17,8 % waren mindestens 60 Jahre alt. Das mittlere Alter betrug 34,1 Jahre. 46,7 % der Bevölkerung waren männlich und 53,3 % weiblich.
Der Median des Einkommens je Haushalt lag 2017 bei 35.659 US-Dollar. 21,3 % der Bevölkerung lebten unterhalb der Armutsgrenze.